# Distrito de Ennepe-Ruhr
El Distrito de Ennepe-Ruhr (en alemán: Ennepe-Ruhr-Kreis) se trata de un distrito en Alemania ubicado en el centro del territorio del estado federado de Renania del Norte-Westfalia y pertenece al Ruhrgebiet. El Ennepe-Ruhr-Kreis tiene como capital a Schwelm.

## Geografía
El nombre compuesto de este distrito ya viene a indicar la característica geográfica principal del territorio, con abundantes valles debido al transcurso de los ríos Ruhr y Ennepe. Los distritos vecinos a Ennepe-Ruhr-Kreis son el La Marck, el Alto Berg y el Distrito de Mettmann así como la ciudad de Bochum, Dortmund, Hagen, Wuppertal y Essen. 

## Composición del distrito
El distrito de Ennepe-Ruhr-Kreis comprende nueve Gemeinden, todas ellas poseen el título de Ciudad. 
| Ciudad      | Habitantes |
| Witten      | 96.136     |
| Hattingen   | 54.286     |
| Gevelsberg  | 31.080     |
| Ennepetal   | 29.931     |
| Schwelm     | 28.139     |
| Wetter      | 27.725     |
| Sprockhövel | 25.230     |
| Herdecke    | 22.754     |
| Breckerfeld | 8.942      |

Estatus a 31 de diciembre de 2012

## Historia

### Reforma del Distrito
El distrito sufrió una reforma en el 1 de agosto de 1929 y el actual territorio se compuso de municipios del antiguo distrito de Schwelm y de Hattingen y Hagen.

## Medios

### Periódicos
En el distrito existen los siguientes periódicos: Westfalenpost (Sur y región central), Westfälische Rundschau (todo el distrito), Westdeutsche Allgemeine Zeitung (en las ciudades de Witten, Hattingen, Sprockhövel), Ruhr Nachrichten (Witten) y Westdeutsche Zeitung (Sprockhövel). 

### Radio
Radio EN es una emisión privada para el distrito. Emiten desde su casa en Hagen diariamente sólo 3 horas, los canales generales de Radio NRW, WDR 2 se pueden oír en emisión especial del distrito.